# Anisotes umbrosus
Anisotes umbrosus är en akantusväxtart som beskrevs av Milne-redhead. Anisotes umbrosus ingår i släktet Anisotes och familjen akantusväxter. Inga underarter finns listade i Catalogue of Life.